# Biurokracja

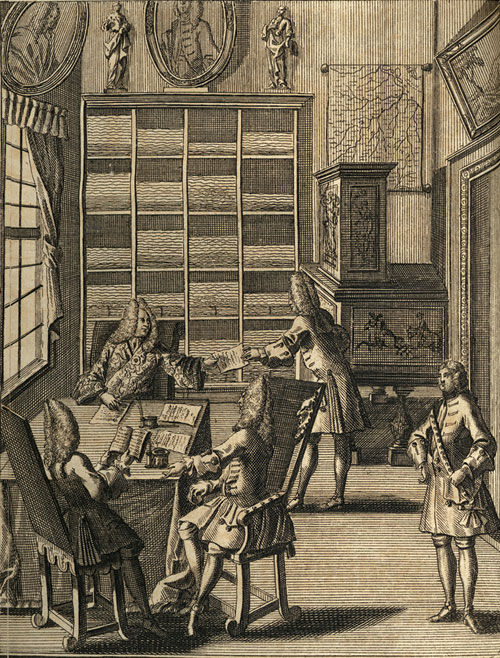
Rycina z początku XVIII wieku przedstawiająca biuro. Widoczne są na niej pisemna forma komunikacji oraz zbiory archiwalne w tle

Biurokracja (od słów fr. bureau – „urząd, biuro, biurko” i gr. kratos – „władza”) – scentralizowany system organizacyjny, w którym władza powiązana jest z urzędem. Pojęcie to oznacza oderwanie władzy od obywateli, a wręcz podejmowanie przez urzędników decyzji szkodliwych dla społeczeństwa.
Czasami biurokracją nazywany jest ogół ludzi zajmujących się administrowaniem, najczęściej dla zaznaczenia szkodliwości bieżącej administracji i urzędników ślepo trzymających się formalnej strony przepisów.

## Etymologia terminu
Określenie „biurokracja” utworzone zostało przez Vincenta de Gournay we Francji w roku 1745. Terminu używano w sposób pejoratywny w stosunku do urzędników państwowych, a później także w odniesieniu do dużych organizacji. Pierwszym badaczem biurokracji był Max Weber, dla którego stanowiła ona typ idealny (model). Przed nim biurokrację opisywali również Alexis de Tocqueville i Karol Marks.

## Geneza biurokracji
Pierwsze formy administracji zaistniały w starożytnych imperiach, w których zorganizowana mobilizacja zasobów pozwalała na utrzymanie ośrodków władzy i dysponowanie przez nie siłą militarną, aparatem sądowniczym i możliwością pobierania podatków.
Imperia te powstawały wraz z administrowaniem ówczesnymi projektami melioracyjnymi. Skupienie władzy w rękach monarchy nastąpiło także później w Europie w okresie absolutyzmu. Powstające instytucje parlamentaryzmu czy rynku ograniczały nadmierną centralizację władzy.
Tworząca się biurokracja miała w tym przypadku istotną rolę ograniczania arbitralnych decyzji monarchy, co odróżniało państwa europejskie od azjatyckich. Z kolei presja rynku powodowała, że decyzje biurokracji opierały się na kalkulacji kosztów i zysków.

## Biurokracja według Maxa Webera

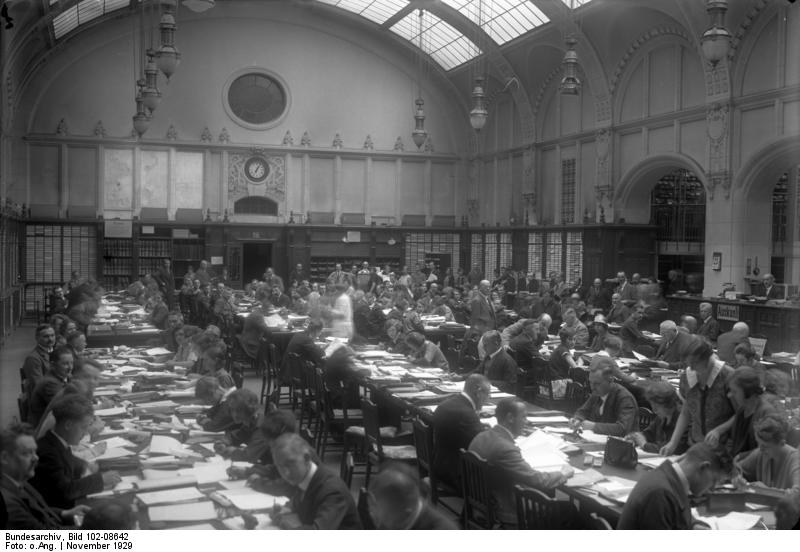
Wnętrze niemieckiego urzędu patentowego. Zdjęcie z roku 1929

Charakteryzując biurokrację jako typ idealny, Max Weber założył następujące jej cechy:
- wszystkie działania, także stosunki między członkami organizacji, są uregulowane określonymi przepisami
- każdy z urzędników ma określony obszar działań, za które jest odpowiedzialny w zależności od własnych kompetencji
- hierarchia władzy jest wyraźna, zadania są przydzielane jako obowiązki służbowe i wszystkie niższe urzędy są kontrolowane przez urzędy zwierzchnie[4]
- wszystkie stosunki między urzędnikami mają charakter bezosobowy, cechy osobowe i uczucia nie mają wpływu na te relacje
- urzędnicy są odpowiednio przygotowanymi, wyedukowanymi profesjonalistami
- kariera urzędników, awansowanie w ramach organizacji jest zależne od ich osiągnięć oraz stażu pracy i zgodne z obowiązującymi przepisami
- sfera zawodowa urzędników, którzy pełnią swe funkcje jako pracownicy najemni, jest całkowicie oddzielona od sfery prywatnej – nie są oni właścicielami żadnej części organizacji
- wymiana informacji następuje tylko poprzez przekazywanie oficjalnych dokumentów
- zbiór dokumentów staje się pamięcią organizacji
- urzędnicy mają zapewniony wysoki prestiż, a także stałość pracy i emeryturę[3].

Weber uznawał biurokrację jako najbardziej zracjonalizowaną formę władzy i jako doskonałą maszynę, jednak zauważał w niej problem dehumanizacji. Na podstawie dokonanych analiz, twierdził, że sprawniej funkcjonują biurokracje w przedsiębiorstwach kapitalistycznych, niż w administracji państwowej.

## Dysfunkcje modelu biurokracji

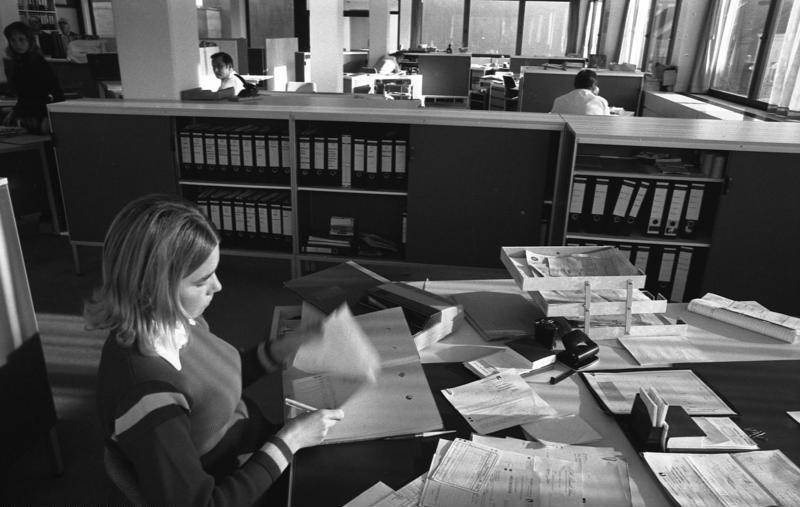
Urzędnicy w trakcie pracy. Zdjęcie z roku 1972

Wśród ograniczeń modelu biurokracji wyróżnić można:
- brak sprawnego działania w przypadku sytuacji nietypowych, które nie są uwzględnione w obowiązujących przepisach
- problemy z wdrażaniem innowacji, ponieważ one same są sytuacjami nietypowymi i wymagają reorganizacji istniejącej struktury organizacyjnej
- konflikty między ekspertami, dla których autorytetem jest wiedza i urzędnikami, bazującymi na hierarchii organizacyjnej
- przemieszczenie celów, które uwidacznia się w tym, że:
  - przestrzeganie przepisów staje się ważniejsze od realizacji celów, do jakich powołana została organizacja
  - skupianie się przez organizację na własnym funkcjonowaniu, zamiast na świadczeniu usług
  - szukanie innych celów przez organizacje, gdy te do których została powołana już są zrealizowane
- pojawianie się wewnątrz organizacji nieformalnych grup, które mają duży wpływ na jej funkcjonowanie, głównie w odniesieniu do zdobywania władzy i realizacji partykularnych interesów.

Jedną z negatywnych cech, jaką zauważał Weber, była kwestia dążności do „nieśmiertelnego” trwania ukształtowanych już struktur biurokratycznych. Drugi z zauważanych przez niego problemów, to mnożenie liczby ekspertów w ramach samej organizacji biurokratycznej.
Administracja publiczna działa na podstawie przepisów prawa, dlatego liczne patologie w funkcjonowaniu administracji publicznej są wprost wynikiem przepisów tworzonych niezgodnie z zasadami dobrej legislacji – sprzecznych, niespójnych, dwuznacznych lub nadmiarowych (inflacja prawa).

### Dysfunkcje biurokracji Roberta Mertona
W analizie dysfunkcji biurokracji Robert K. Merton zauważył, że charakteryzują ją:
- wyuczona bezradność (wyuczona nieudolność) – sprawdzone umiejętności w przeszłości prowadzą do niewłaściwych reakcji w zmienionych warunkach;
- skrzywienie zawodowe
- psychoza zawodowa – jednostki w wyniku rutyny rozwijają szereg negatywnych cech, jak uprzedzenia czy antypatie
- nadmierne dyscyplinowanie biurokraty, które prowadzi do kurczowego trzymania się przez niego przepisów i tym samym do przemieszczania celów, zachowań o charakterze rytualizmu i formalizmu
- nadmierny konformizm.

Do innych problemów biurokracji zaliczyć można:
- biurokratyczne błędne koło
- stworzenie człowieka organizacji.

Dysfunkcje biurokracji zostały ujęte także w quasi-naukowe prawa:
- prawo Parkinsona
- zasada Petera[15]
- zasada Dilberta.

Analizą dysfunkcji państwa związanych z rozrostem biurokracji zajmował się również Ludwig von Mises.

## Biurokracja w Polsce

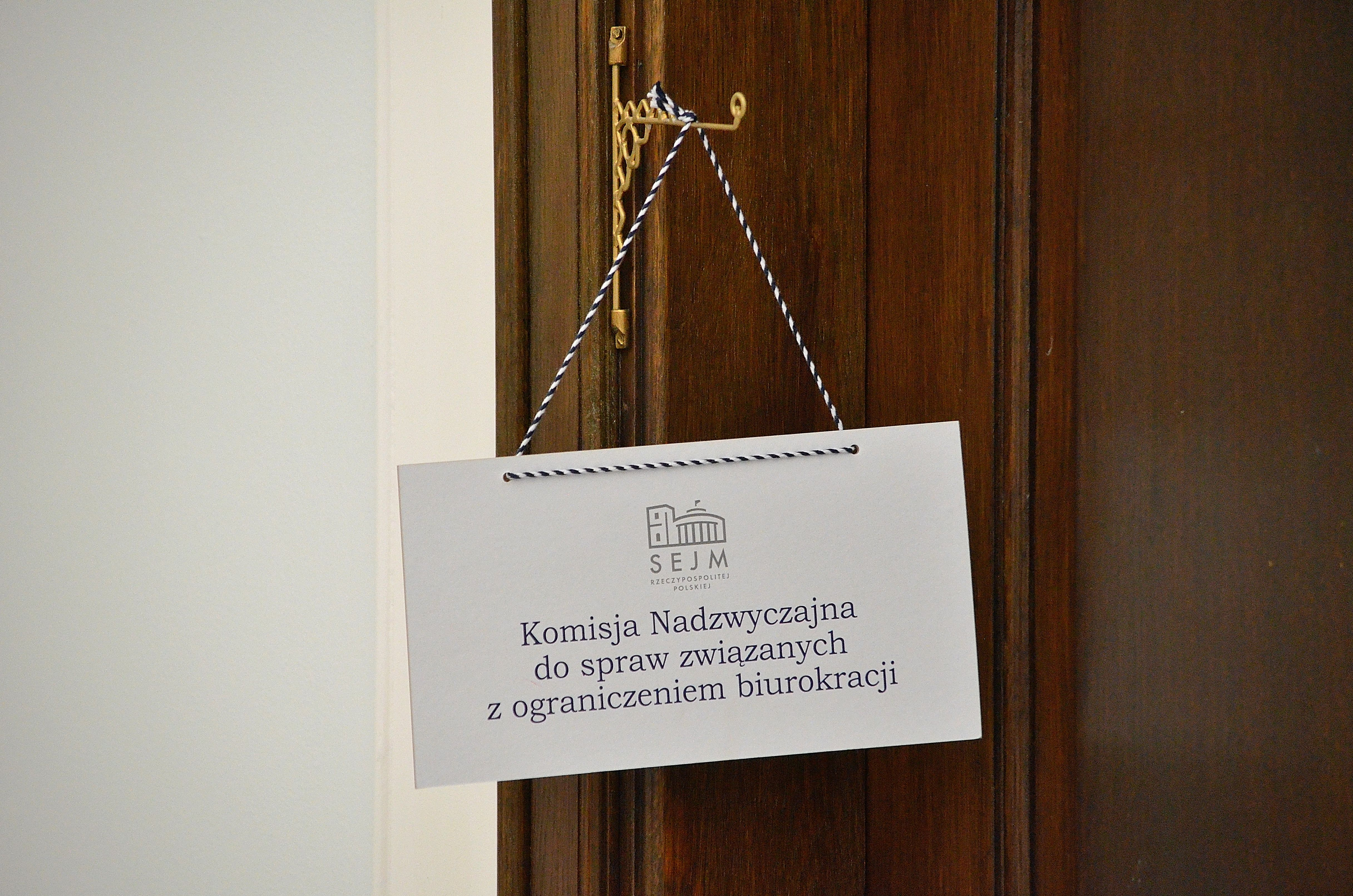
Wywieszka o trwającym posiedzeniu Komisji nadzwyczajnej do spraw związanych z ograniczeniem biurokracji w sali im. Wojciecha Trąmpczyńskiego w gmachu Sejmu

W Polsce w 2017, według Eurostatu, wydatki na biurokrację wyniosły 4,4% PKB, przy średniej unijnej 5,8%, 8,2% we Włoszech, 5,6% w Niemczech.
W 2010 w Polsce administracja rządowa zatrudniała ok. 120 tys. osób, samorządowa ok. 222 tys., zaś w pozostałych jednostkach administracji publicznej pracowało łącznie ok. 382 tys. urzędników. Wzrost zatrudnienia w latach 1990–2007 wyniósł 274%. Według danych Eurostatu w Polsce urzędnicy stanowili 6,2% zatrudnionych w 2008 i 6,8% w 2013, w tym czasie średnia unijna zmieniła się z 7,1% do 6,9%, dla porównania w Niemczech z 7,2% do 7,0%, w Szwecji z 5,7% do 6,3%. Na wielkość tę ma wpływ też zmienna liczba wszystkich pracujących. W 2009 roku przeciętne wynagrodzenie brutto wynosiło 4414 zł, a na wyższych stanowiskach – 11 769 zł. Polska administracja publiczna w publikowanym przez ONZ rankingu elektronicznej administracji zajęła w 2010 roku 45. miejsce, spadając z 33. miejsca w 2008 roku.
Polska administracja publiczna jest oceniana jako nieefektywna i represyjna. W badaniu przeprowadzonym w 2013 roku na zlecenie Centrum Projektów Informatycznych MSW wskazano na następujące niedogodności korzystania z usług polskich urzędów:
- kolejki;
- godziny otwarcia urzędów, zmuszające osoby pracujące na pełny etat do brania urlopu w celu załatwiania spraw urzędowych;
- brak przewidywalności, gdyż idąc do urzędu osoby badane nie były w stanie przewidzieć czy dana sprawa zajmie im kilkanaście minut czy kilka godzin;
- niekompetencja urzędników, odsyłanie „od okienka do okienka”, mnożenie trudności i przeszkód zamiast oferowania pomocy;
- dowolność w interpretacji przepisów („pojawiające się różnice w interpretacji przepisów występują nie tylko między poszczególnymi urzędami, ale też między pracownikami jednej placówki”);
- w przypadku spraw załatwianych przez Internet (np. ePUAP) brak jest dokumentu „z pieczątką”, który według ankietowanych stanowi kluczowy dowód spełnienia obowiązku administracyjnego i dokonania danej czynności („że w razie niewywiązania się z obowiązku dopełnienia danych formalności, negatywne konsekwencje ponosi obywatel, a nie urząd”).

Według profesora Witolda Kieżuna głównymi wyróżnikami polskiej biurokracji są gigantomania (przerost zatrudnienia), luksusomania (przyznawanie sobie nadmiernych przywilejów), korupcja oraz arogancja władzy, wynikająca z niechęci do uzasadniania własnych decyzji oraz lęki przed transparentnością działań organów publicznych. Jako przykłady wymieniał 700 radnych w Warszawie czy 112 stanowisk ministerialnych w rządzie. Według dr. hab. Krzysztofa Rybińskiego głównym powodem rozrostu polskiej administracji jest jej obniżająca się wydajność, którą – przy wzroście ilości zadań publicznych i nieumiejętności wdrożenia nowoczesnych metod zarządzania – rządy próbują rekompensować zatrudnianiem nowych urzędników. Najwyższa Izba Kontroli zwraca uwagę, że problemem polskiej administracji nie jest zbyt duża sumaryczna liczba urzędników (stąd próby jej mechanicznego ograniczania nie przynoszą skutków), tylko ich niewłaściwa alokacja – w jednych jednostkach urzędników jest zbyt wielu, w innych zbyt mało. Skutkiem są z jednej strony przerosty kadrowe, demoralizacja i marnowanie środków publicznych, a niewydolne procesy administracyjne z drugiej.
Jednym z mierników efektywności administracji jest koszt poboru podatków, czyli stosunek kosztów własnych administracji skarbowej do wielkości zbieranych podatków. W Polsce koszt ten jest jednym z najwyższych w strefie OECD i konsekwentnie rośnie – od 1,54 w 2000 roku do 2,62 w 2004 roku (koszt w jednostkach walutowych na 100 jednostek przychodu podatkowego), dla porównania wartości te wynoszą 0,83 w Danii czy 0,59 w Szwecji.
Wysokie koszty własne obserwuje się w wielu działach administracji publicznej. Jak wynika z danych Ministerstwa Pracy i Polityki Społecznej w 2013 roku wydatki budżetu na świadczenia rodzinne spadły o 2%, liczba rodzin objętych świadczeniami spadła o 6%, równocześnie administracyjne koszty ich obsługi wzrosły o 14% (wynosząc w sumie 323 mln zł), zaś o 21% zwiększyło się zatrudnienie przy ich obsłudze. W przypadku ZUS koszty własne zarządzania ubezpieczeniami społecznymi wzrastają pomimo informatyzacji – np. w 2011 r. koszty działalności bieżącej ZUS wyniosły 4 mld zł, czyli ok. 2,2% zarządzanych środków. Dla porównania koszty własne systemu emerytalnego w Szwecji wynoszą ok. 0,8% zarządzanego przezeń budżetu.
Pomimo znacznie rozszerzonej od stycznia 2010 swobody zarządzania kadrami, większość polskich urzędów nie stosuje żadnych form premiowania efektywności. W rezultacie wydajność pracy w urzędach jest niska, a płace wyznaczane są na podstawie sztywnej siatki płac, a premie przyznawane „za nic” (np. za punktualne przychodzenie do pracy). Według Instytutu Sobieskiego, jest to wynik braku jakichkolwiek ocen efektywności urzędników oraz archaicznego systemu wynagradzania, w którym premiowana jest wysługa lat, a nie kompetencje i wydajność.
Według Henryki Bochniarz większość patologii polskiej biurokracji wynika z bardzo niskiej jakości prawa stanowionego.
Według raportu fundacji Polska Przedsiębiorcza, głównymi powodami zniechęcającymi do zakładania działalności gospodarczej, wskazane w sondażu fundacji Przedsiębiorcza Polska, są „skomplikowane podatki i przepisy rachunkowe” (fiskalizm) i „nadmierna biurokracja”. Według Instytutu Sobieskiego biurokratyczne, nadmiarowe i nieracjonalne wymogi formalne są istotną przyczyną odrzucania wniosków o dopłaty w ramach funduszy unijnych. Według Polskiego Związku Firm Developerskich 95% decyzji o warunkach zabudowy jest wydawanych z przekroczeniem ustawowego terminu, a 52% z przekroczeniem go o ponad rok. Uzyskanie pozwolenia na budowę trwa średnio 311 dni i składa się z 32 różnych procedur urzędowych. Niekiedy w trakcie oczekiwania na pozwolenie zmienia się prawo i procedura jest rozpoczynana od początku. Skutkami pośrednimi tej patologii są duże opóźnienia w budowie nowych mieszkań, stosunkowo niska na tle Europy ich podaż i wysokie ceny metra kwadratowego w stosunku do zarobków. Ten sam problem dotyczy dużych inwestycji infrastrukturalnych, które paraliżowane są przez resortowość polskiej administracji. Z kolei według Związku Zawodowego Służby Celnej z powodu uciążliwych i zbiurokratyzowanych procedur odprawy celnej, za które odpowiada Ministerstwo Finansów, około ⅔ polskich importerów odprawia swoje towary w innych krajach Unii Europejskiej, na czym polski budżet traci 3,6 mld zł rocznie.
Według badań Fundacji Republikańskiej Polska jest państwem o rekordowej na tle Unii Europejskiej liczbie zawodów reglamentowanych – ograniczeniom podlega łącznie 380 zawodów, w tym m.in. instruktor sportowy, taksówkarz, kucharz okrętowy, przewodnik turystyczny, masażysta, bibliotekarz, animator kultury, co ma również znaczący wpływ na bezrobocie, zwłaszcza wśród absolwentów, emigrację zarobkową, na wysokie koszty usług i na wyzysk młodych pracowników.
Czynniki wymieniane przez polskich przedsiębiorców, jako główne przeszkody w prowadzeniu działalności gospodarczej, to według OECD: skomplikowane przepisy podatkowe, niewydolne instytucje administracji publicznej i restrykcyjne prawo pracy. W sondażu Business Centre Club w 2010 roku jako główne utrudnienia dla biznesu wskazano z kolei wysokie koszty pracy, niewydolny wymiar sprawiedliwości oraz niską jakość prawa. W uzasadnieniu reformy regulacji w 2010 roku Ministerstwo Gospodarki argumentowało:

Biurokracja jest zjawiskiem, które często jest wskazywane jako jeden z czynników hamujących wzrost przedsiębiorczości w Polsce. Zbyt skomplikowane i niezrozumiałe prawo jest wymieniane w sondażach publicznych jako bariera do rozpoczynania działalności gospodarczej. Dodatkowo, bardzo często nowo tworzone prawo nakłada na przedsiębiorców nadmierne obowiązki, powodując po ich stronie nieuzasadnione koszty.

Kolejnym czynnikiem sprzyjającym narastaniu obciążeń biurokratycznych – zarówno w sektorze prywatnym, jak i publicznym – jest resortowość i fragmentacja polskiej administracji. Poszczególne urzędy oczekują od danego podmiotu spełniania rozmaitych obowiązków informacyjnych, w których te same dane są wielokrotnie powtarzane w różnych formach i odmianach, nie umiejąc wypracować żadnego wspólnego systemu raportowania i traktując „swoje” raporty priorytetowo.
Biurokracja może prowadzić do blokowania działalności podmiotów gospodarczych, a przy równocześnie niesprawnym wymiarze sprawiedliwości – do ich upadku. Konsekwencjami są zmniejszenie przychodów budżetowych, wzrost bezrobocia oraz zwiększenie nieufności do administracji publicznej. Według raportu OECD z 2010 roku nieefektywna administracja publiczna w Polsce dławi aktywność gospodarczą, zaś regulacje podatkowe i prawo powinny być bardziej transparentne i przewidywalne.
Według raportu opracowanego w 2010 roku przez Deloitte na zlecenie Ministerstwa Gospodarki obciążenie administracyjne polskich przedsiębiorstw oszacowano na 37,3 mld, czyli 2,9% PKB. Przeciętną firmę obsługa obowiązków na rzecz administracji publicznej kosztuje ponad 10 tys. zł, zaś przeciętny przedsiębiorca poświęca na nie jedną trzecią czasu pracy. W wykonanym przez Ministerstwo Gospodarki pomiarze obciążeń administracyjnych (OA), zidentyfikowano łącznie 3712 obowiązków informacyjnych nakładanych na przedsiębiorców przez przepisy prawa, w siedmiu sprawdzonych przez MG dziedzinach. Obciążenia te generują w skali całej gospodarki łączne koszty rzędu 77 miliardów złotych.
Według tworzonego przez Bank Światowy rankingu „dobrego rządzenia” (ang. good governance), obejmującego szeroki zakres czynników mających wpływ na jakość prawa, efektywność administracji i niski poziom korupcji, Polska plasuje się w środku stawki państw Unii Europejskiej. Jako przyczyny wskazano korupcję, inflację prawa, brak jasnych zasad odpowiedzialności i upolitycznienie administracji, wysoką rotację kadr i częste zmiany instytucjonalne, protekcjonizm, „kulturę tajności” i resortowość. Według NIK powszechnymi zjawiskami są nepotyzm i „ustawianie” konkursów na stanowiska urzędnicze pod konkretne osoby. Jako jeden z przykładów rozrostu administracji podawane jest biuro likwidatora FOZZ, które funkcjonuje nieprzerwanie od 20 lat, pomimo zamknięcia samego FOZZ i zakończenia procesów sądowych z nim związanych. Koszt biura, w tym wynagrodzenie pracowników i koszty administracyjne, to 1 mln zł rocznie. Polska administracja nagminnie również narusza prawo do informacji publicznej.
W 2009 roku przygotowywana była ustawa o racjonalizacji zatrudnienia w administracji publicznej, jednak rząd wycofał się z niej pod naciskiem urzędów. Tymczasem od czerwca 2010 do lutego 2011 zatrudnienie w urzędach wzrosło średnio o 30%.
NIK w wyniku analizy decyzji skarbowych z lat 2008–2010 stwierdziła znaczną liczbę decyzji błędnych, skutkujących uchyleniami w instytucjach odwoławczych
oraz koniecznością wypłacania odszkodowań przez Skarb Państwa. Według NIK istotną przyczyną są chaotyczne i niestabilne przepisy podatkowe, które powodują podejmowanie błędnych decyzji tak przez kontrolowanych, jak i przez kontrolujących.
Działania służące zmniejszeniu biurokracji zawierała między innymi uchylona ustawa o swobodzie działalności gospodarczej, jednak jak wynika z uzasadnienia złożonego w 2013 roku projektu nowelizacji w praktyce urzędy obchodzą te przepisy np. w celu dowolnego przedłużania czasu kontroli skarbowej firmie.
Przepisy do pewnego stopnia chroniące obywatela przed niekorzystnymi skutkami biurokracji zawiera także Kodeks postępowania administracyjnego (art. 7 i 8), jednak są one powszechnie ignorowane.
Od 2011 roku możliwe jest składanie skarg na przewlekłość postępowań administracyjnych, a nie tylko trudną do udowodnienia bezczynność, zaś zgodnie z wyrokiem Wojewódzkiego Sądu Administracyjnego w Białymstoku urząd nie może tłumaczyć własnej bezczynności brakiem należytej reakcji innych zaangażowanych w procedurę podmiotów
Od 2011 roku obowiązuje ustawa o odpowiedzialności urzędników za działania niezgodne z prawem, jednak do 2013 roku nie było w Polsce przypadku jej zastosowania w praktyce. Organizacje pracodawców oceniają ją jako praktycznie martwą ze względu na niezwykle rozbudowaną procedurę, obwarowaną szeregiem warunków, pod jakimi bezprawne działanie urzędnika może być faktycznie pociągnięte do odpowiedzialności.
W przygotowanym przez firmę doradczą TMF Group rankingu Global Benchmark Complexity Index 2014 Polska była jedynym europejskim państwem, które zostało sklasyfikowane w pierwszej dziesiątce państw o najbardziej skomplikowanych przepisach gospodarczych.